# Maison de Sampzon
La maison de Sampzon, ou immeuble Lacombe, est une maison située à Viviers, en France.

## Localisation
L'édifice est situé sur la commune de Viviers, à côté de la tour Saint-Michel (clocher), de la cathédrale et de la porte de la Gâche, dans le département de l'Ardèche.

## Historique
L'édifice est classé au titre des monuments historiques en 1920,. Maison construite au XIIIe siècle, elle est actuellement dans son état de fin XVe et début XVIe siècle à la suite des travaux de Pons de Sampzon, membre d'une famille noble ardéchoise, qui a avancé la façade. Remaniée dans la première moitié du XVIe siècle, elle fut épargnée par les protestants lors des guerres de religion (1567). La maison s'organise autour d'une cour et se développe en partie au-dessus de la rue.
Elle fut restaurée en 1975 (pendant 30 ans) par Roland de Talhouet, propriétaire des lieux.